# Camilo Cienfuegos
Camilo Cienfuegos Gorriarán (L'Havana, 6 de febrer de 1932 - 28 d'octubre de 1959) fou un revolucionari cubà, conegut com "El Comandant del Poble". Va ésser un dels fundadors de l'exèrcit rebel.
Cienfuegos participà en activitats contra el dictador cubà Fulgencio Batista i va ocupar un important paper en la Revolució cubana. Va ser una de les figures més emblemàtiques de la revolució, juntament amb Fidel Castro, Raúl Castro i el Che Guevara.

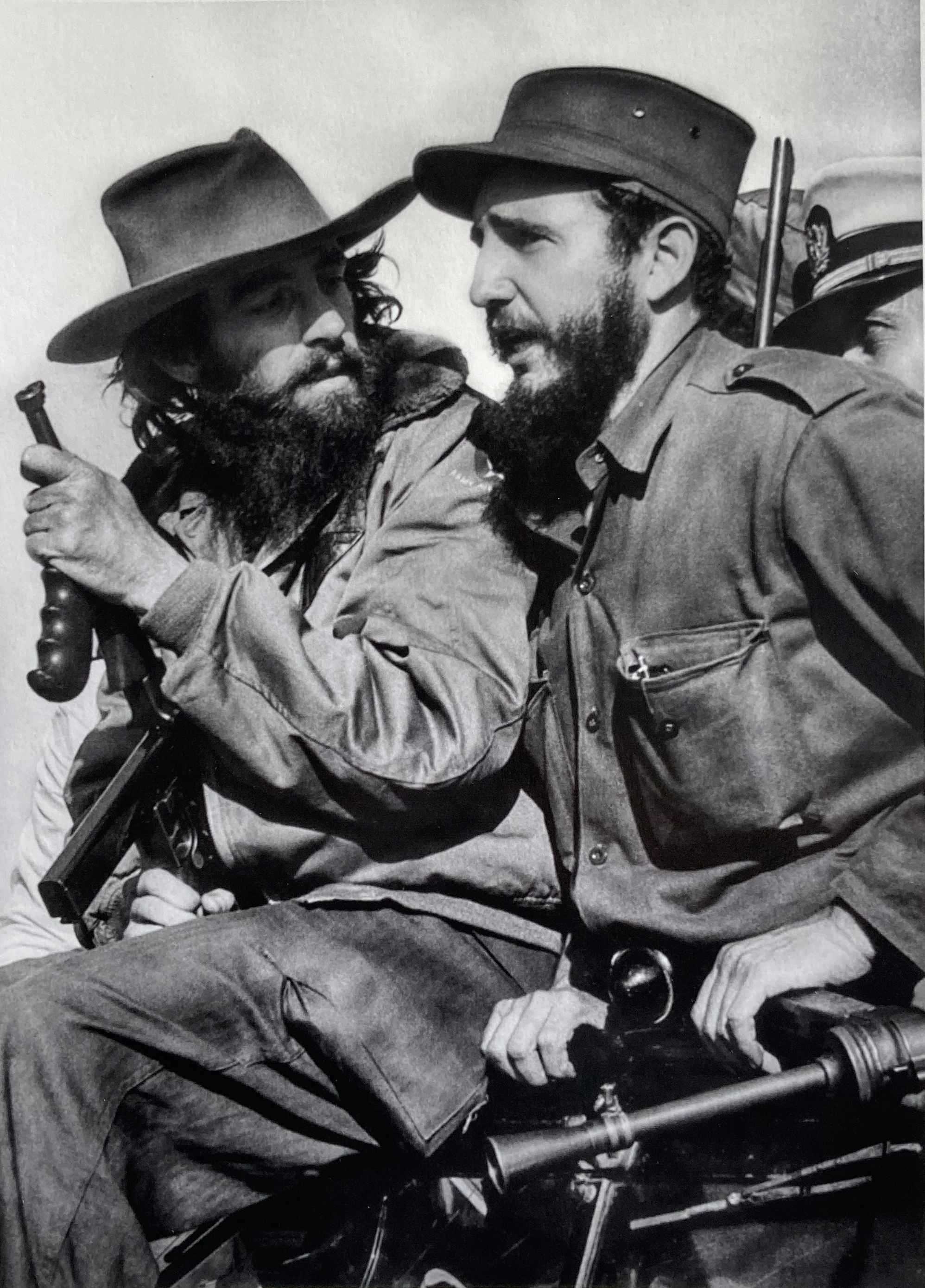
Cienfuegos i Castro a L'Havana el gener de 1959.

Durant la revolució va dirigir la segona columna (Antonio Maceo) de les forces rebels, que al costat de la columna vuit (Ciro Redondo) al comandament del Che Guevara, va dur les accions militars, que havien començat en la zona oriental, a l'occident del país. Amb Guevara, va participar en la batalla de Santa Clara el desembre de 1958, el desenllaç de la qual va deixar el camí lliure perque entressin triomfants a L'Havana el 2 de gener de 1959.

Després del triomf de la revolució, Cienfuegos va formar part de l'Alt comandament de l'Exèrcit, combatent els aixecaments contra-revolucionaris. Va participar també en la reforma agrària.

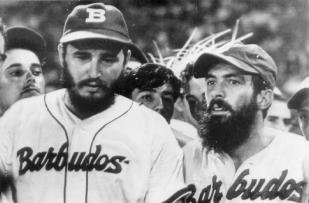
Camilo Cienfuegos al costat de Fidel Castro

Camilo Cienfuegos va morir el 28 d'octubre de 1959, en un accident d'aviació, a causa del mal temps. Des de l'oposició anti-castrista als Estats Units s'esmenta la possibilitat que Castro ordenés derrocar el seu avió. Al mateix temps, hi ha teories similars sobre la implicació de la CIA en l'enderrocament de l'avió i la mort de Camilo. Aquestes teories es basen en els diversos atemptats contra els revolucionaris que van participar en la guerra contra el dictador Batista, que rebia suport de la CIA.